# Annick Lefebvre
Pour les articles homonymes, voir Annick Lefebvre (dramaturge) et Lefebvre.
Cet article concerne l'athlète française. Pour la dramaturge québécoise, voir Annick Lefebvre (dramaturge).
Annick Lefebvre (née Maurice le 19 septembre 1965 à Metz) est une athlète française, spécialiste du lancer du poids. 

## Biographie
Elle remporte neuf titres de championne de France du lancer du poids : 5 en plein air en 1990, 1991, 1992, 1994 et 1995, et 4 en salle en 1990, 1991, 1992 et 1994.

### Palmarès
- Championnats de France d'athlétisme :
  - 5 fois vainqueur du lancer du poids en 1990, 1991, 1992, 1994 et 1995.
- Championnats de France d'athlétisme en salle :
  - 4 fois vainqueur du lancer du poids en 1990, 1991, 1992 et 1994

### Records
| Épreuve         | Performance | Lieu | Date |
| --------------- | ----------- | ---- | ---- |
| Lancer du poids | 16,35 m     |      | 1991 |